# Sarthe
Sarthe es un departamento francés de la región de Países del Loira. Tiene una población estimada, en 2023, de 567 118 habitantes.

## Geografía
- Limita al norte con Orne, al noreste con Eure y Loir, al este con Loir y Cher, al sur con Indre y Loira y Maine y Loira, y al oeste con Mayenne.
- Además del río Sarthe, lo atraviesan el Loir y el Huisne.

## Demografía
| 1801    | 1831    | 1841    | 1851    | 1856    | 1861    | 1866    |
| ------- | ------- | ------- | ------- | ------- | ------- | ------- |
| 388.143 | 457.371 | 470.535 | 473.071 | 467.193 | 466.155 | 463.619 |
| 1872    | 1876    | 1881    | 1886    | 1891    | 1896    | 1901    |
| 446.603 | 446.239 | 438.917 | 436.111 | 429.737 | 425.077 | 422.699 |
| 1906    | 1911    | 1921    | 1926    | 1931    | 1936    | 1946    |
| 421.470 | 419.370 | 389.235 | 387.482 | 384.619 | 388.519 | 412.214 |
| 1954    | 1962    | 1968    | 1975    | 1982    | 1990    | 1999    |
| 420.393 | 443.019 | 461.839 | 490.385 | 504.768 | 513.657 | 529.851 |

Notas a la tabla:
- 18 de julio de 1805: una parte de la comuna de Saint-Paterne pasa a Orne, incorporándose a Alençon.

Las mayores ciudades del departamento son (datos del censo de 1999):
- Le Mans: 146.105 habitantes, 194.825 en la aglomeración.
- La Flèche: 15.241 habitantes, 16.241 en la aglomeración.
- Sablé-sur-Sarthe: 12.716 habitantes. La aglomeración está formada por una sola comuna.

## Historia
Tuvo la antigua abadía cisterciense de Perseigne, de la que solo quedan restos de la iglesia.
El departamento de Sarthe fue creado durante la Revolución francesa, el 4 de marzo de 1790, a partir de una parte de la antigua provincia de Maine.